# Carl Emmerling
Carl Oscar Emmerling (* 26. Mai 1813 in Breitenbach; † 24. Februar 1883 in Sondershausen) war ein evangelisch-lutherischer Geistlicher und Politiker im Fürstentum Schwarzburg-Sondershausen.

## Leben
Emmerling war ein Sohn des Regierungsadvokaten Johann August Friedemann Emmerling in Breitenbach und dessen Ehefrau Johanna Elisabeth Magdalene geb. Ludwig. Er heiratete am 16. Juli 1841 in Bendeleben Therese Amalia Müller (* 25. Mai 1819 in Geschwenda; † 31. Oktober 1900 in Sondershausen), Tochter des Pfarrers Johann Gottfried Wilhelm Müller in Breitenbach und seiner Frau Augusta Friedericke Catharina geb. Cannabich. Thereses Mutter war eine Tochter des Konsistorialrats Cannabich († 1830) und Tante des „Märzministers“ Friedrich Chop.
Emmerling besuchte das Gymnasium in Schleusingen und studierte in Jena und Leipzig Theologie. Er war zunächst Hauslehrer im Hessischen, bevor er im Juli 1840 in Sondershausen ordiniert und als Subdiakon eingesetzt wurde.
Im Zuge einer Neuorganisation des Schul- und Kirchenwesens 1841 wurden (u. a.) „Spezialsuperintendenturen“ als neue kleine Verwaltungsbezirke eingeführt. Im Mai 1842 wurde Emmerling für die neue „Sondershäuser Diöces“ als „Spezialsuperintendent“ eingesetzt.
Anfang 1845 wurde er zum Diakon an St. Trinitatis in Sondershausen befördert, und zum 1. Februar wurde er als stimmführendes Mitglied in das Konsistorium des Fürstentums berufen. Im Januar 1847 wurde er stimmführendes Mitglied der neuen „Konsistorialabteilung“, in der die Funktionen des Konsistoriums aufgingen, und Konsistorialassessor.
Im Dezember 1848 wurde Emmerling zum Nachfolger des Pfarrers (und berühmten Geographen) Cannabich in Bendeleben bestimmt. Damit endete sein Diakonat und auch der Unterricht in Religion und Hebräisch am Sondershäuser Gymnasium, den er ab 1840 nebenbei erteilt hatte. Er hatte die Pfarrstelle dann über 30 Jahre inne, hielt daneben aber an seiner Tätigkeit in der Kirchenverwaltung fest. Dabei wechselte das Gremium, dem er angehörte, immer wieder seine Bezeichnung.
Durch eine Verwaltungsreform im März 1850 entfiel die bisherige Konsistorialabteilung der Landesbehörde; ihre Funktion ging auf einen „Kirchenrat“ über, in dem Emmerling weiter tätig war. Dieser Kirchenrat wurde im Dezember 1858 durch ein „Konsistorium“ ersetzt. Emmerling wurde dort wieder Mitglied und zugleich Konsistorialrat. Im Dezember 1865 wurde das Konsistorium erneut durch einen „Kirchenrat“ ersetzt, und Emmerling wurde dessen Mitglied.
Emmerling war jahrzehntelang in der Gustav-Adolph-Stiftung engagiert. Er wurde am 25. November 1853 in den Vorstand des Hauptvereins der Stiftung in Schwarzburg-Sondershausen gewählt, zusammen mit dem Konsistorialrat Carl Ludloff und dem Kanzleirat Adolph Heimbürger. Vorsitzender war bis 1868 Ludloff; anschließend wurde Emmerling Vorsitzender. Im November 1881 schied er aus dem Vorstand.
Emmerling erhielt im September 1876 das Schwarzburgische Ehrenkreuz III. Klasse. Er ging zum 1. Oktober 1882 in den Ruhestand; dabei verließ er auch den Kirchenrat. Er starb kaum ein halbes Jahr später. Seine Ehefrau überlebte ihn um fast zwei Jahrzehnte; alle vier Kinder des Ehepaares überlebten ihre Eltern.

## Politik
Emmerling war 1850 Mitglied im Volkshaus des Erfurter Unionsparlaments.  Politisch schloss er sich der Bahnhofspartei an. In einem engagierten Bericht vom 17. April 1850 schrieb er (u. a.):
„Unsere politischen Gegner, die am weitesten von uns entfernt sind, deren Reigen die Herren Stahl, v. Gerlach, v. Bismark-Schönhausen anführen, boten Alles auf, den Bundesstaat in seinem Keime zu vernichten […]. Aus dem unerschöpflichen Borne dynastischer Machtvollkommenheit berauscht, möchten sie am liebsten zum alten Bundestage […] zurückkehren.“
Zur Reichstagswahl 1871 war er nationalliberaler Kandidat.

## Nachweise
1. ↑  bei dem Pfarrer Cannabich, einem Onkel der Braut (vgl. Pfarrerbuch S. 287, 111f., 112)
2. ↑  Kirchenamtsangabe in Fürstlich Schwarzb. Regierungs- und Intelligenz-Blatt vom 4. September 1841, S. 306.
3. ↑  von 1832 bis 1835 (Namensverzeichnis der Studierenden in Jena No. 13 (WS 1832/33), Nr. 113, bis No. 18 (SS 1835), Nr. 67).
4. ↑  Gesetz-Sammlung 1841, Nr. 218.
5. ↑  Fürstlich Schwarzb. Regierungs- und Intelligenz-Blatt vom 7. Mai 1842, S. 169–171, und 14. Mai, S. 178.
6. ↑  Fürstlich Schwarzb. Regierungs- und Intelligenz-Blatt vom 1. Februar 1845, S. 45.
7. ↑  Gesetz-Sammlung 1846 Nr. 469 und Fürstlich Schwarzb. Regierungs- und Intelligenz-Blatt vom 16. Januar 1847, S. 18.
8. ↑  Fürstlich Schwarzb. Regierungs- und Intelligenz-Blatt vom 9. Dezember 1848, S. 534.
9. ↑  Lutze S. 34.
10. ↑  Gesetzsammlung 1850 Nr. 11.
11. ↑  Fürstlich Schwarzb. Regierungs- und Intelligenz-Blatt vom 22. Juni 1850, S. 260.
12. ↑  Gesetz-Sammlung 1858 Nr. 54.
13. ↑  Fürstlich Schwarzb. Regierungs- und Intelligenz-Blatt vom 25. Dezember 1858, S. 569.
14. ↑  Gesetzsammlung 1865 Nr. 61.
15. ↑  Der Deutsche. Sondershäuser Zeitung 1866 Nr. 38.
16. ↑  Fürstlich Schwarzb. Regierungs- und Intelligenz-Blatt vom 21. Januar 1854, S. 37f.
17. ↑  Der Deutsche 1868 Nr. 147.
18. ↑  Der Deutsche 1881 Nr. 266.
19. ↑  Regierungs- und Nachrichtsblatt für das Fürstenthum Schwarzburg-Sondershausen 1876, Nr. 114.
20. ↑  Regierungs- und Nachrichtsblatt für das Fürstenthum Schwarzburg-Sondershausen vom 30. September 1882, S. 469.
21. ↑  Todesanzeige in Regierungs- und Nachrichtsblatt für das Fürstenthum Schwarzburg-Sondershausen vom 24. Februar 1883, S. 95.
22. ↑  Todesanzeige der Frau in Der Deutsche 1900 Nr. 256, unterzeichnet von den vier Kindern.
23. ↑  Schwarzburg-Sondershausens Abgeordneter im Staatenhaus des Unionsparlaments war Carl Rebling.
24. ↑  Verhandlungen des Volkshauses, S. 331.
25. ↑  Fürstlich Schwarzb. Regierungs- und Intelligenz-Blatt vom 27. April 1850, S. 194–196.
26. ↑  mit teilweise konfusen Angaben auf S. 133.

| Personendaten    | Personendaten                                                |
| ---------------- | ------------------------------------------------------------ |
| NAME             | Emmerling, Carl                                              |
| ALTERNATIVNAMEN  | Emmerling, Carl Oscar (vollständiger Name)                   |
| KURZBESCHREIBUNG | deutscher evangelisch-lutherischer Geistlicher und Politiker |
| GEBURTSDATUM     | 26. Mai 1813                                                 |
| GEBURTSORT       | Großbreitenbach (Ortsteil)                                   |
| STERBEDATUM      | 24. Februar 1883                                             |
| STERBEORT        | Sondershausen                                                |